# Mordellistena aethiops
Mordellistena aethiops är en skalbaggsart som beskrevs av Smith 1882. Mordellistena aethiops ingår i släktet Mordellistena och familjen tornbaggar. Inga underarter finns listade i Catalogue of Life.